# Seldwyla

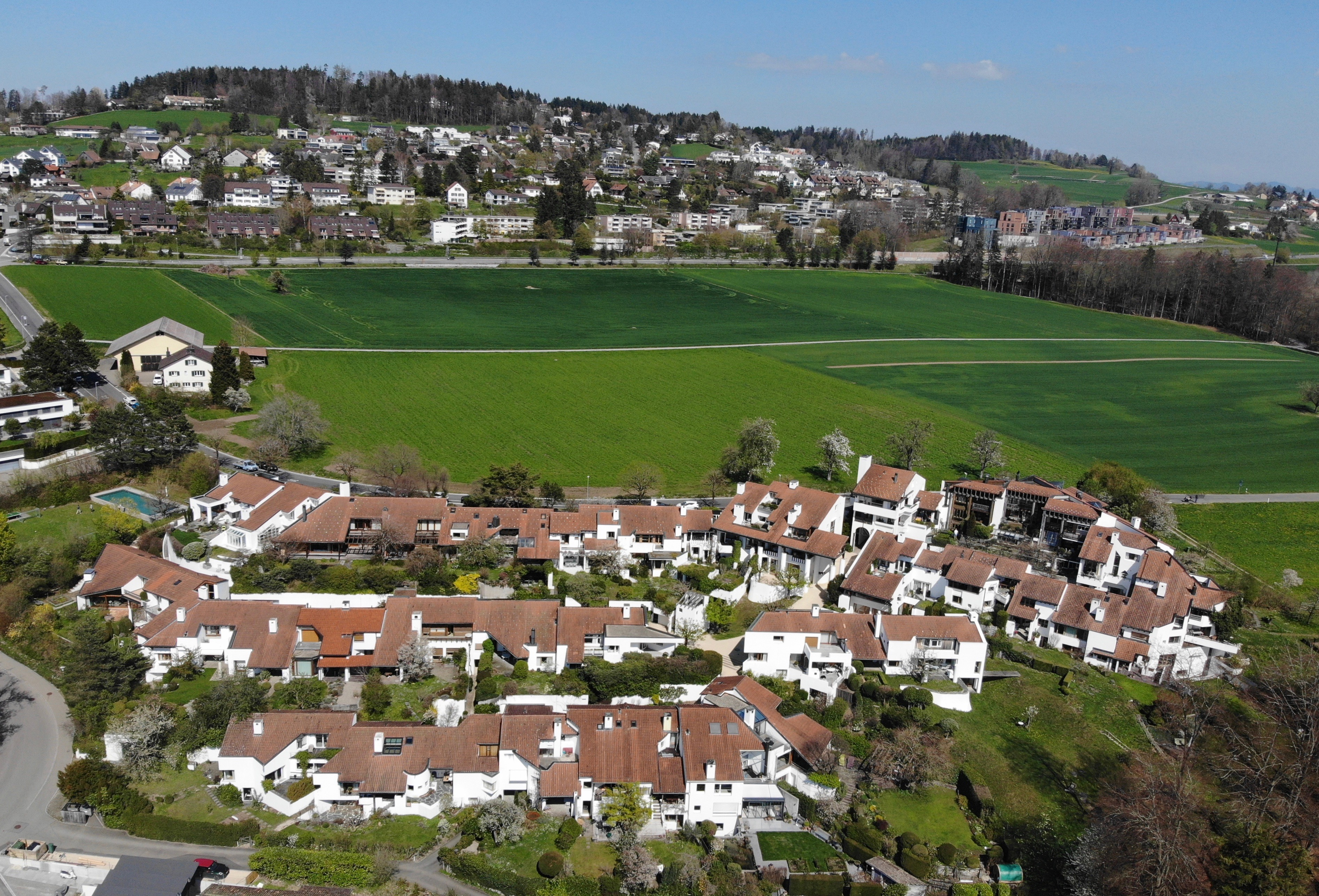
Ansicht von Westen

Seldwyla ist eine Überbauung und eine Genossenschaft in der Schweizer Gemeinde Zumikon. Sie liegt im Süden des Dorfes am Waldrand oberhalb des Küsnachter Dorfbachs. Seldwyla wurde 1967 von sechs Architekten als urbanes Dorf gegründet. Es ist in Anlehnung an Gottfried Kellers Novellensammlung «Die Leute von Seldwyla» benannt. Heute wohnen die beiden Architekten Esther und Rudolf Guyer in einem dieser Häuser.

## Architektur
Das städtebauliche Konzept wurde von Rolf Keller entwickelt. Die einzelnen Häuser wurden von verschiedenen Architekten jeweils individuell gestaltet.
| Architekten                            | Häuser                                          |
| -------------------------------------- | ----------------------------------------------- |
| Esther und Rudolf Guyer                | 3, 13                                           |
| Rolf Keller                            | 1, 2, 5, 6, 7, 8, 9, 10, 11, 15, 18, 19, 26, 39 |
| Guhl-Lechner-Philipp (GLP Architekten) | 4, 12, 14, 27, 28, 29, 30                       |
| Manuel Pauli                           | 36, 37, 38                                      |
| Fritz Schwarz                          | 16, 17                                          |

Das Säulenportal der 1962 abgerissenen Fleischhalle am Zürcher Limmatquai, auch «Kalbshaxenmoschee» genannt, dient als Haupteingang.

## Bilder

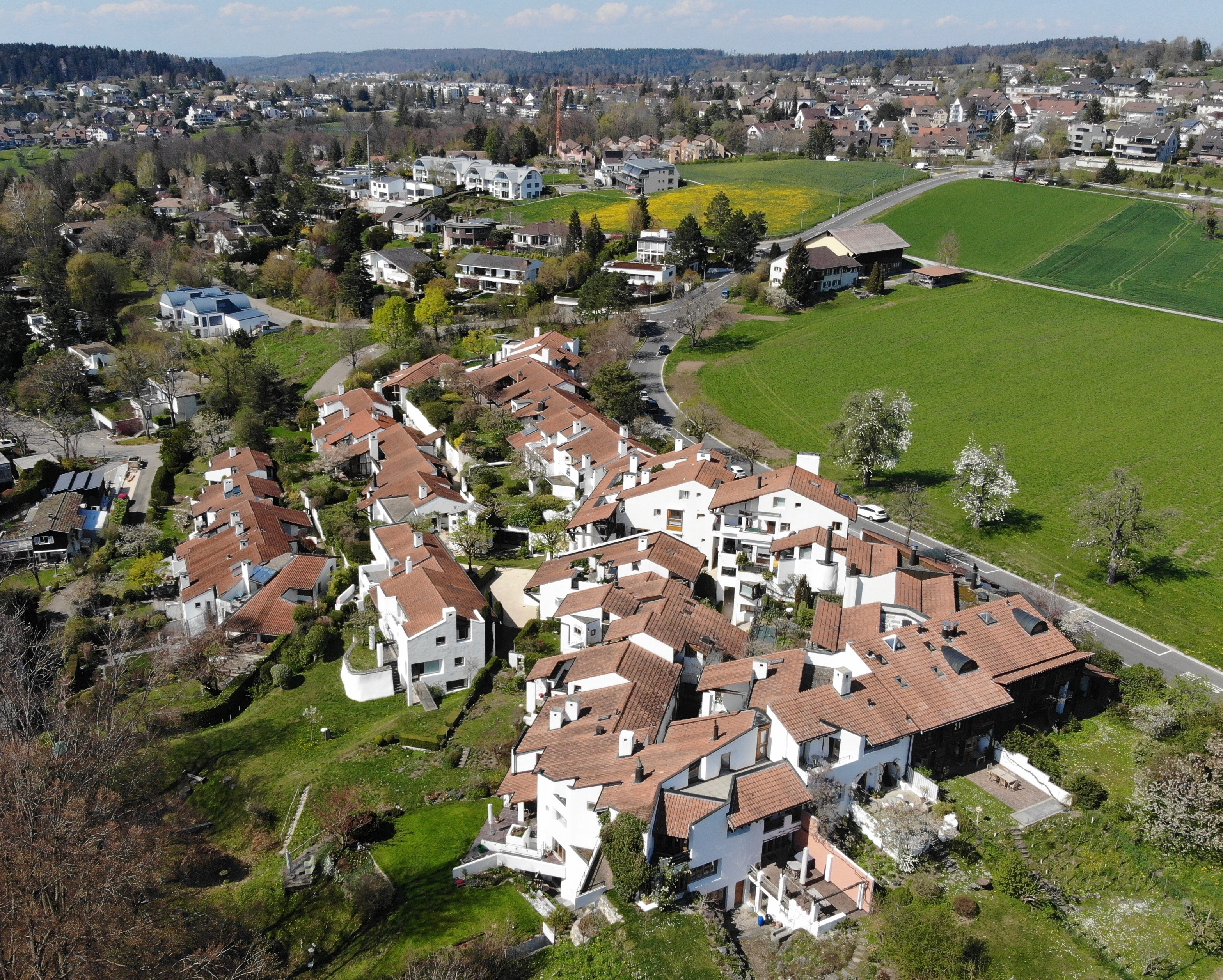
Ansicht von Südosten
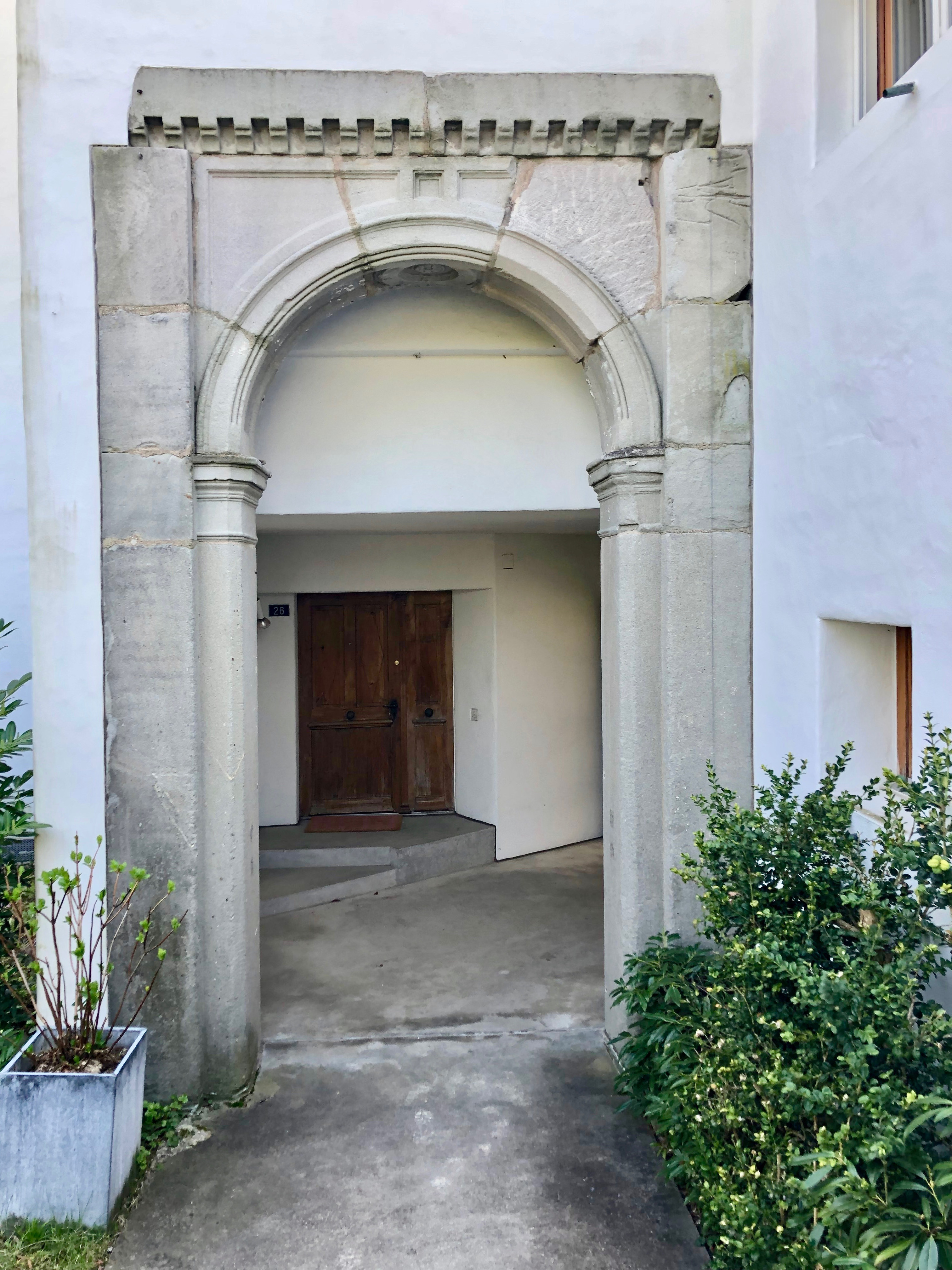
Eingangsportal
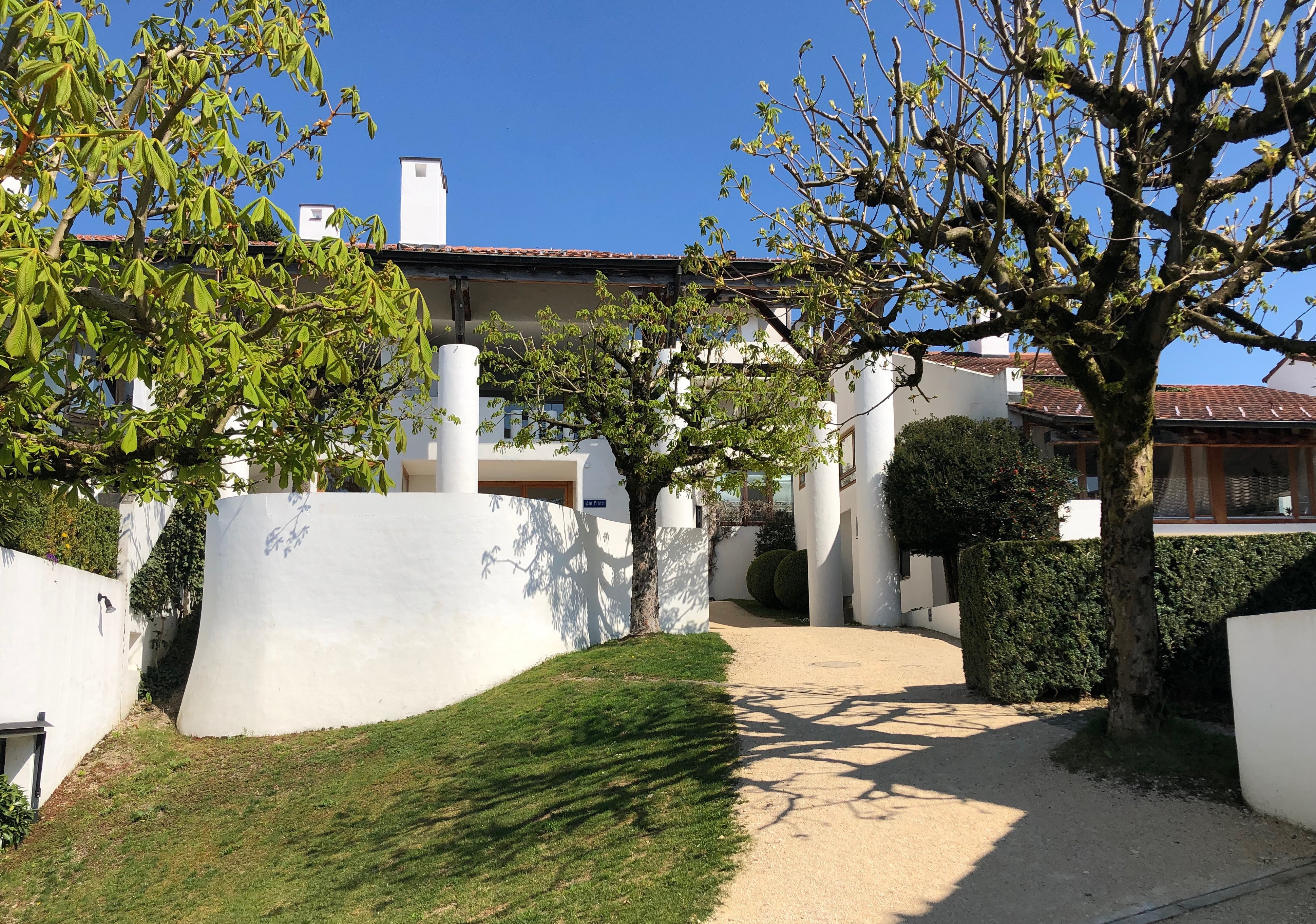
Dorfplatz
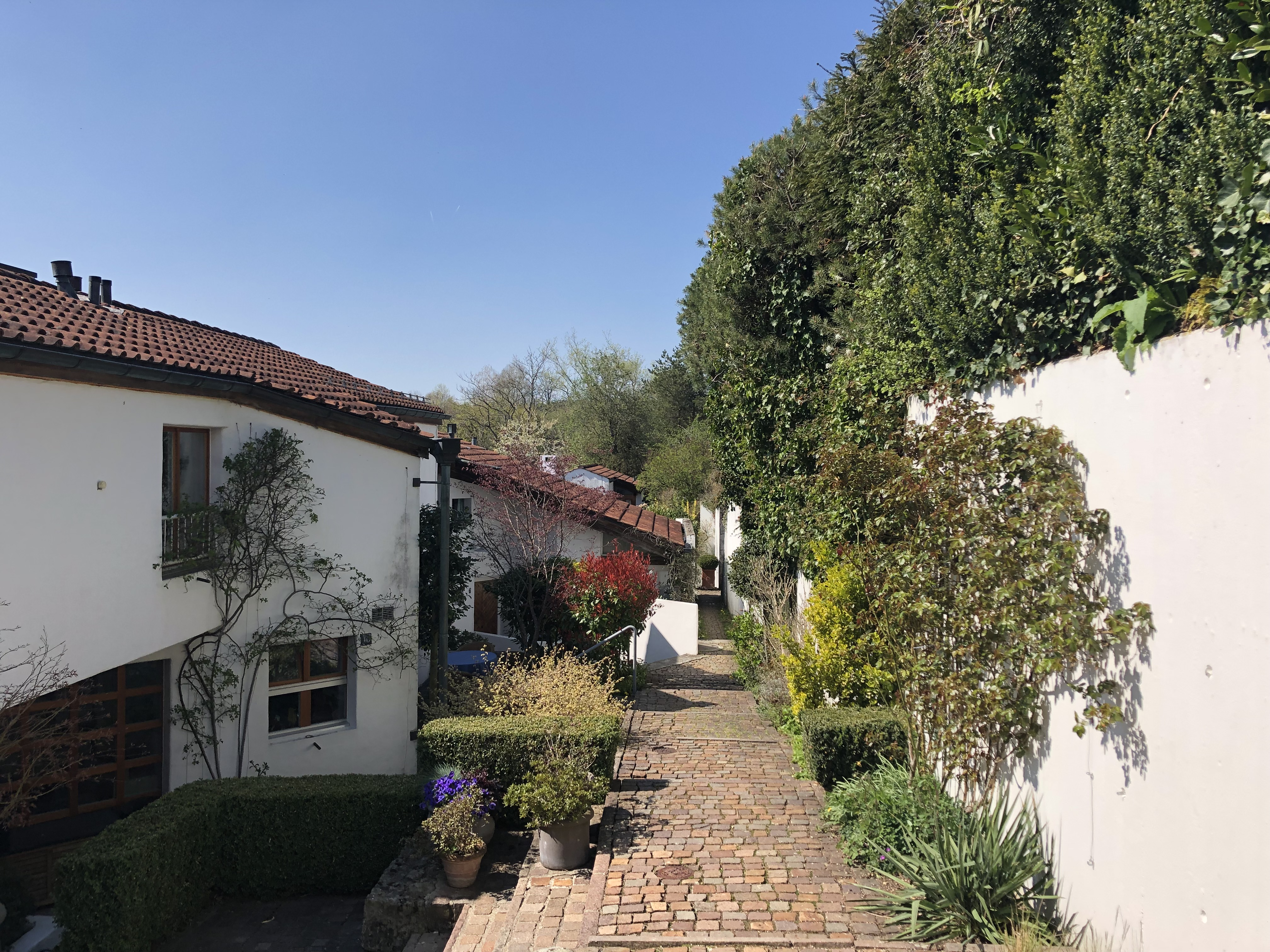
Seitengasse